# Philodendron quitense
Philodendron quitense är en kallaväxtart som beskrevs av Adolf Engler. Philodendron quitense ingår i släktet Philodendron och familjen kallaväxter. IUCN kategoriserar arten globalt som starkt hotad.
Artens utbredningsområde är Ecuador. Inga underarter finns listade.